# کاناپه (فیلم ۱۳۹۵)
کاناپه فیلمی به کارگردانی، نویسندگی و تهیه‌کنندگی کیانوش عیاری محصول سال ۱۳۹۵ است. این فیلم به دلیل استفاده بازیگران زن از کلاه گیس به‌جای حجاب توقیف و منتشر نشد.

## خلاصه داستان
این فیلم روایت خانواده پدری میانسال است که کاناپه‌ای را کنار خیابان پیدا کرده و آن را به خانه می‌برد، اما در روز خواستگاری دخترش، معلوم می‌شود این کاناپه اسقاطی، متعلق به خانوادهٔ داماد آینده‌اش بوده.

## بازیگران
- فرهاد آئیش در نقش هوشنگ جمالی پدر ویدا
- فرگل فربخش در نقش ویدا
- بابک حمیدیان در نقش مصطفی
- فریبا کامران در نقش مادر مصطفی
- آتوسا انواریان در نقش مادر ویدا
- بیتا بیگی در نقش لیدا
- سمیرا ذکایی در نقش دوست ویدا
- رزیتا سلطانی در نقش خواهر مصطفی
- تینا عبدی در نقش شیوا
- ابوالفضل پورعرب در نقش چیذری پدر مصطفی
- جهانگیر الماسی در نقش مسعود
- شهداد روحانی در نقش رهبر ارکستر

## انتشار
کاناپه در تاریخ ۷ اسفند ۱۴۰۳ به صورت غیرقانونی و قاچاق در یوتیوب منتشر شد.